# Gaz de réservoir compact

Un schéma comparatif entre le gaz de réservoir compact et les autres types de gaz.

Le gaz de réservoir compact (en anglais : tight gas) est un gaz naturel produit à partir de roches-réservoirs si peu perméables qu'une fracturation hydraulique est nécessaire pour en assurer une production rentable.
Les gisements de gaz de réservoir compact sont généralement caractérisés par une perméabilité inférieure à 0,1 millidarcy (mD) et une porosité inférieure à 10%,. 
Les réservoirs compacts sont généralement des grès et, plus rarement, des calcaires. Le gaz de réservoir compact est considéré comme un gaz non conventionnel.
Le gaz de schiste, également appelé gaz de roche-mère est un autre gaz non conventionnel. Les argiles ou marnes roches-mères (appelées souvent improprement schistes) qui contiennent ce gaz ont une très faible perméabilité et une faible porosité, mais le gaz de schiste est la plupart du temps défini séparément du gaz de réservoir compact. 

## Exemples
Quelques exemples de gisements de gaz de réservoir compact :
- Groupe du Mesa Verde — Bassin de Piceance, Colorado, États-Unis ;
- Grès rouge — Allemagne et Pays-Bas[3].
- Sous le lac Léman (canton de Vaud et département de la Haute-Savoie) avec forage à Noville[4],[5],[6].